# Bukvik Donji
Bukvik Donji – wieś w Bośni i Hercegowinie, w dystrykcie Brczko. W 2013 roku liczyła 97 mieszkańców, z czego większość stanowili Serbowie.